# Saint-Ambroise (Métro Paris)

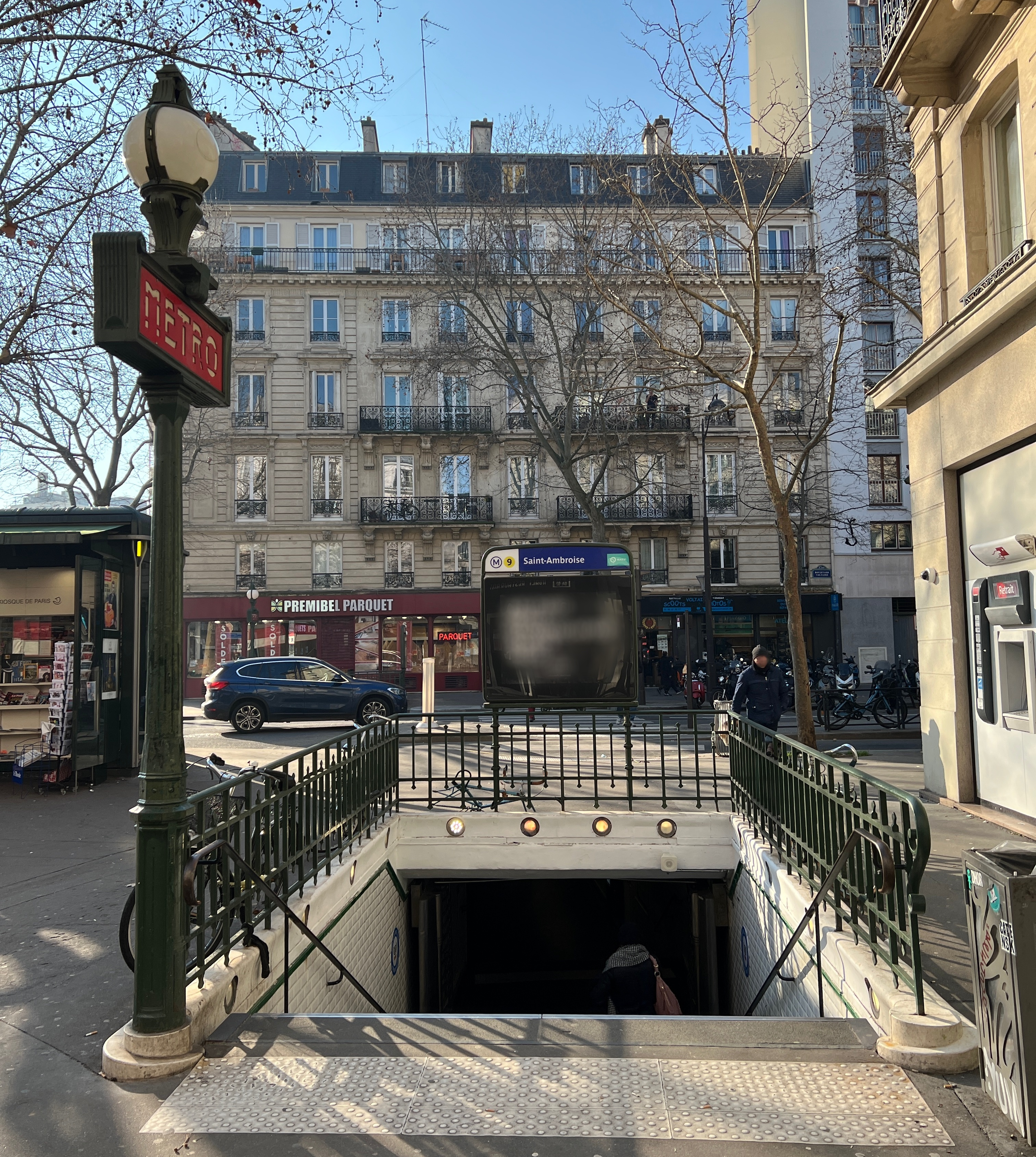
Zugang mit Dervaux-Kandelaber in der Rue de la Folie Méricourt

Saint-Ambroise [sɛ̃t‿ɑ̃bʁwaz] ist eine unterirdische Station der Linie 9 der Pariser Métro.

## Lage
Die Station befindet sich im Quartier Saint-Ambroise des 11. Arrondissements von Paris. Sie liegt längs unter dem Boulevard Voltaire südöstlich dessen Kreuzung mit dem Boulevard Richard-Lenoir.

## Name
Benannt ist die Station nach der dort vom Boulevard Voltaire abgehenden Rue Saint-Ambroise. An ihr liegt die Kirche Église Saint-Ambroise, die dem heiligen Ambrosius von Mailand (französisch: Ambroise de Milan; ca. 340–397) geweiht ist. Ambrosius zählt zu den vier Kirchenlehrern der Spätantike der Westkirche.

## Geschichte und Beschreibung
Die Station wurde am 10. Dezember 1933 in Betrieb genommen, als die Linie 9 um 6430 m von Richelieu – Drouot bis Porte de Montreuil verlängert wurde. Sie weist zwei Seitenbahnsteige an zwei Streckengleisen auf und wurde mit einer Länge von 105 m errichtet. Der Querschnitt ist ellipsenförmig, Decke und Wände sind weiß gefliest. Die Seitenwände folgen der Krümmung der Ellipse.
An jedem Stationsende befinden sich zwei Zugänge, der an der Rue de la Folie Méricourt gelegene ist durch einen von Adolphe Dervaux im Stil des Art déco entworfenen Kandelaber markiert.

## Fahrzeuge

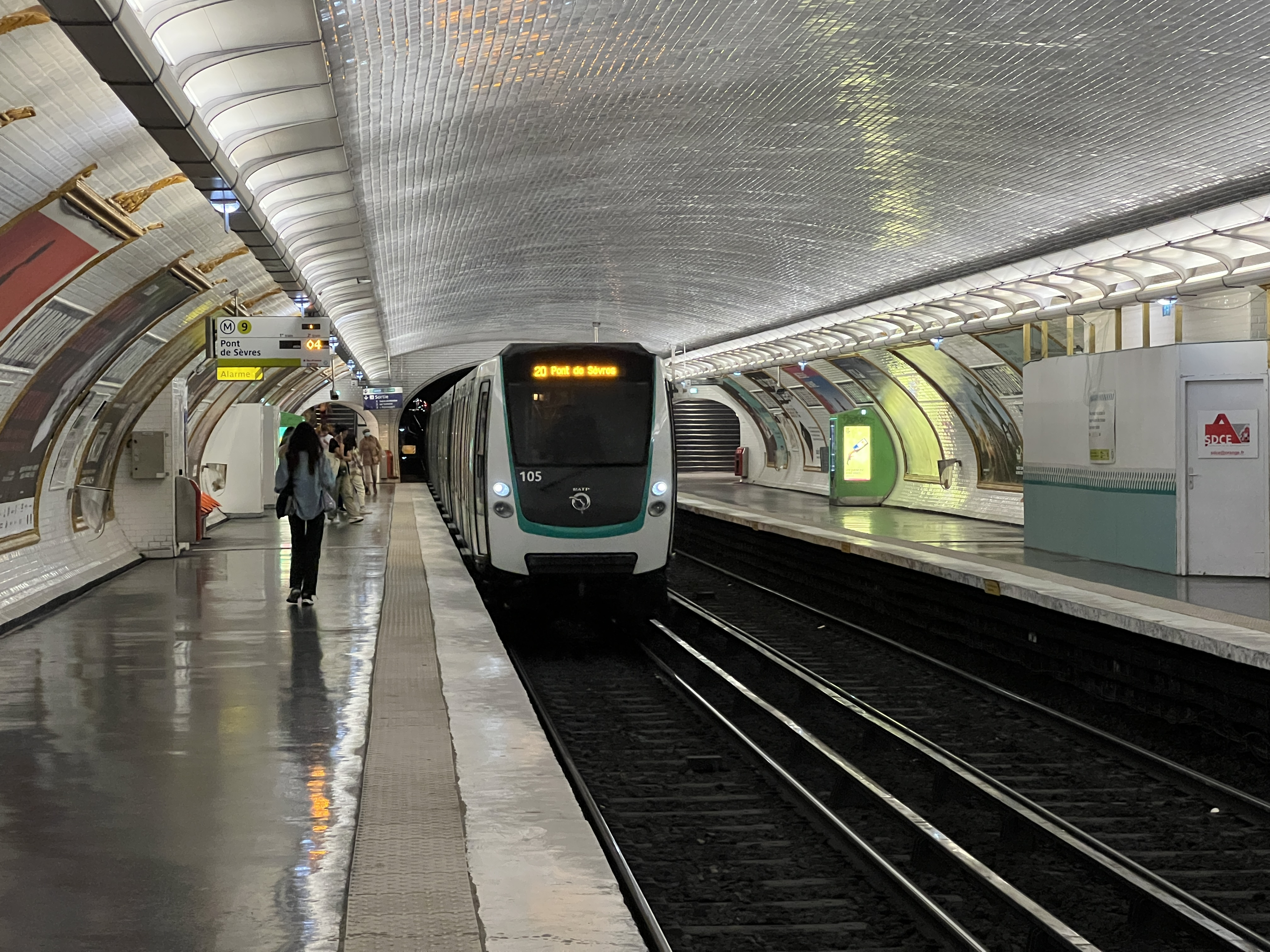
Einfahrender Zug der Baureihe MF 01

Die Linie 9 wird mit konventionellen Fahrzeugen betrieben, die auf Stahlschienen verkehren. Zunächst verkehrten Züge der Bauart Sprague-Thomson, die dort ihr letztes Einsatzgebiet hatten. 1983 kam die Baureihe MF 67 auf die Strecke. Seit Oktober 2013 kam zunehmend die Baureihe MF 01 zum Einsatz, am 14. Dezember 2016 verkehrte der letzte MF-67-Zug auf der Linie 9.